# François de Stappens
François de Stappens (Brugge, 1655 - 4 juni 1716) was burgemeester van Brugge.

## Levensloop
Dominique-François-Adrien de Stappens, was een zoon van Jean-Baptiste de Stappens en van Marie van Caloen. Jean-Baptiste, afkomstig uit Sint-Winoksbergen, kwam zich als gevolg van zijn huwelijk in 1655 in Brugge vestigen. De familie was in 1626 in de adelstand opgenomen.
François doorliep een belangrijke cursus honorum in dienst van de stad Brugge:
- Schepen van 1695 tot 1703,
- Burgemeester van de raadsleden van 1703 tot 1706,
- Schepen van 1706 tot 1711,
- Burgemeester van de schepenen van 1711 tot 1713,
- Eerste schepen van 1713 tot aan zijn overlijden in 1716.

Hij was ook voogd van het Sint-Janshospitaal vanaf 1669. Zijn portret, gemaakt door Jacob I van Oost, behoort tot de collectie van de voogdenportretten van deze instelling.
In 1699 vertegenwoordigde hij de stad Brugge in de Staten van Vlaanderen.
François de Stappens was eigenaar van talrijke eigendommen in de streek van Sint-Winoksbergen. In de eerste plaats was hij heer van de heerlijkheid Harnes, met rechtsmacht over een deel van de stad Sint-Winoksbergen.
Hij trouwde in 1681 met Anna-Barbara van de Woestyne († 1711), dochter van de Brugse raadpensionaris Willem van de Woestyne en van Josine de Meulenaere.
In Brugge woonde het echtpaar in het herenhuis De Sterre in de Waalsestraat, dat hij had geërfd van zijn ouders. Zijn buitenverblijf bevond zich in Koolkerke.
Het echtpaar de Stappens werd begraven in het familiemausoleum in de Eekhoutabdij. 
Het had onder meer een zoon, Jean-François de Stappens (1682-1742), die eerste schepen van Brugge werd en trouwde met Agnès Stouthals (1687-1745). Hun zoon was Valentin de Stappens de Harnes, die burgemeester van het Brugse Vrije en schout van de stad en het Vrije werd.